# نیکلاس قدیس
نیکلاس قدیس (به یونانی: Νικόλαος) یا سینت نیکلاس (به انگلیسی: Saint Nicholas) در حدود سال ۲۷۰ میلادی در آناتولی (شهر دمره در جنوب غربی ترکیه امروزی) متولد شد. وی را منشأ اصلی شخصیت بابا نوئل می‌دانند.
در آن سال‌ها مسیحیان زیر شکنجه‌های امپراتوری روم بودند. وی در سال ۳۴۳ میلادی در حالی درگذشت که اسقف شهر میر بود.
در روایات, حدود بیست معجزه به نیکلاس قدیس نسبت داده می‌شود که مهم‌ترین آن‌ها نجات جان سه کودک از دست قصابی سنگدل، حفظ کشتی حامل گندم از توفانی سهمگین و نجات عده‌ای از زندان می‌باشد.
پس از تصرف آسیای صغیر توسط ترکان سلجوقی در سال ۱۰۷۱، عده‌ای از تاجران و دریانوردان ایتالیایی در سال ۱۰۷۸ میلادی بقایای جسد وی را با کشتی به شهر باری در جنوب ایتالیا منتقل کردند.

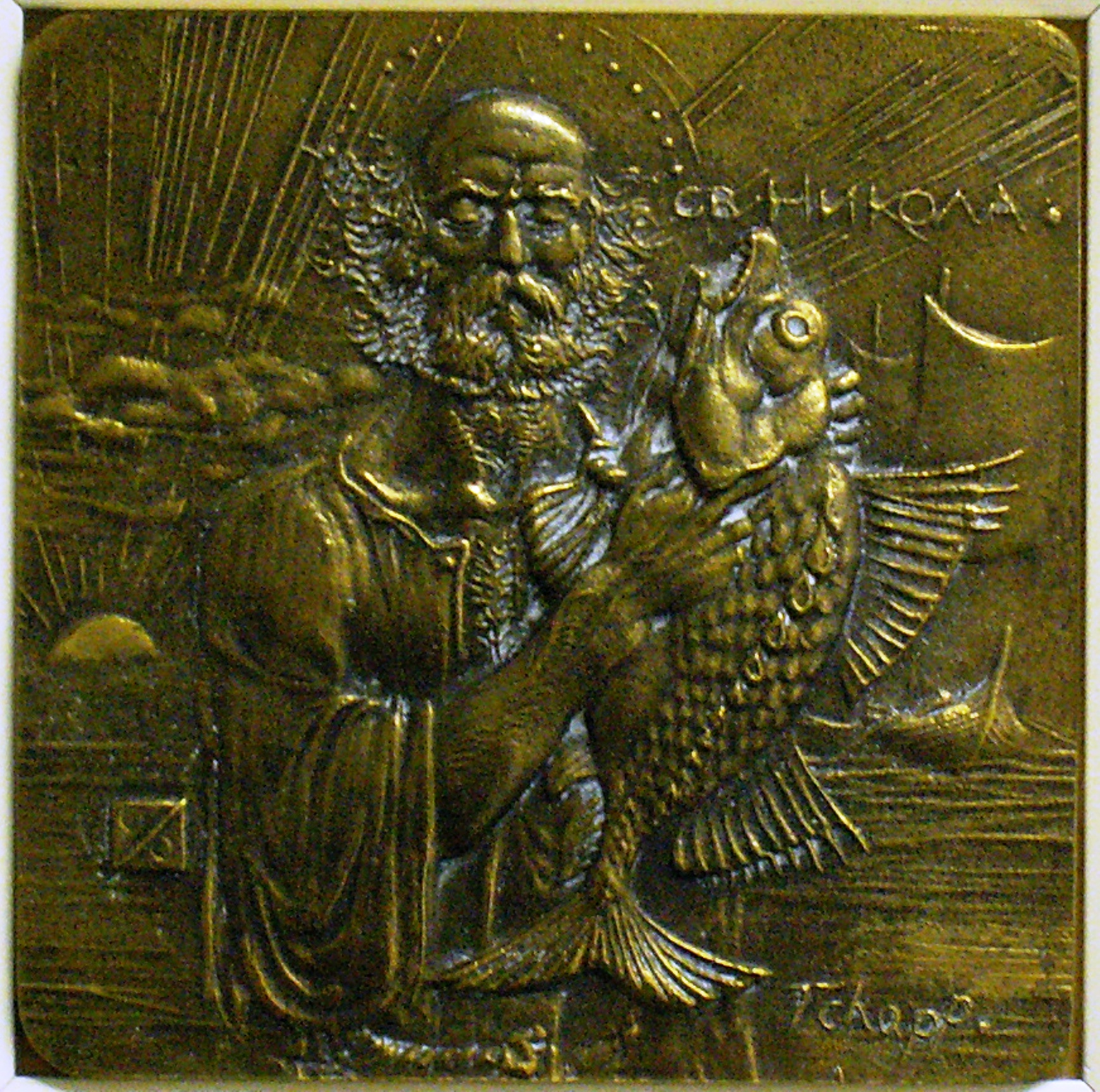
شمایل فلزی تازه‌ای از نیکلاس مقدس، کار هنرمند بلغاری گئورگی «چاپا» چاپکونوف که در آن حامی مقدس ماهیگیران ماهی‌ای در دست دارد. این شمایل در گیلبرت‌هاوس شهر استنلی جزایر فالکلند قرار دارد.

او را حامی کودکان، دانش آموزان، معلمان، دریانوردان و تاجران نیز می‌نامند. از منطقه لورن فرانسه تا روسیه او را مقدس می‌شمارند و هر ساله مراسمی را به یاد وی برگزار می‌کنند.
از قرن ششم میلادی وی در منطقه لورن مقدس و مورد احترام بوده‌است و در سال ۱۴۷۷ میلادی به وی لقب پدر کشور و حامی لورن را می‌دهند.
تا دهه ۶۰ میلادی عید نیکلاس قدیس در لورن اهمیت بیشتری از عید نوئل داشته و هنوز نیز برخی این عید را مهم‌تر از عید نویل می‌شمارند. هر ساله در آخر هفته منتهی به ۶ دسامبر در منطقهٔ لورن به یاد این شخص مراسم با شکوهی برگزار می‌شود.